# Camille Belloc
Pour les articles homonymes, voir Belloc (homonymie).
Camille Belloc né le 5 mars 1807 à Agen et décédé le 20 août 1876 à Genève, est un médecin en chef des hôpitaux militaires, créateur du charbon de Belloc.

## Son parcours
Issu d'une grande famille de médecins, petit-fils de Jean-Jacques Belloc, il a inventé le charbon de Belloc toujours utilisé aujourd'hui en pharmacie.